# Onzonilla
Onzonilla es un municipio y lugar español de la provincia de León, en la comunidad autónoma de Castilla y León. Cuenta con una población de 1942 habitantes (INE 2024). Sus fiestas coinciden con el patrón de España, el 25 de julio, día en el que desde la iglesia se pasea el trono con la figura de Santiago Apóstol por las calles del pueblo. También es típico organizar una merienda esa tarde acompañada de una charanga.
Perteneció a la antigua Hermandad del Infantado. El 1 de marzo de 2008 se estableció en Onzonilla el Centro de Tratamiento de Denuncias Automatizadas de la DGT.

## Geografía
Integrado en la comarca de La Valdoncina, se sitúa a 9 kilómetros de la capital leonesa. El término municipal está atravesado por la Autovía Ruta de la Plata (A-66), por la autovía LE-11, que permite el acceso por el sur a la ciudad de León, por la autovía A-231 (León - Burgos), por la carretera N-630, entre los pK 154 y 158, por la carretera autonómica CL-622 (León - La Bañeza), y por carreteras locales que conectan con los municipios vecinos de Santovenia de la Valdoncina, León y Vega de Infanzones. 
| Noroeste: Santovenia de la Valdoncina | Norte: León                    | Nordeste: Villaturiel       |
| Oeste: Santovenia de la Valdoncina    |                                | Este: Villaturiel           |
| Suroeste: Chozas de Abajo             | Sur: Chozas de Abajo (exclave) | Sureste: Vega de Infanzones |

El relieve del municipio está definido por la ribera derecha del río Bernesga, que hace de límite por el este, y un altiplano por el que discurren algunos arroyos tributarios del Bernesga. La altitud oscila entre los 846 metros al suroeste y los 795 metros al sureste. El pueblo se alza a 807 metros sobre el nivel del mar.

## Demografía
Cuenta con una población de 1942 habitantes (INE 2024).
| Gráfica de evolución demográfica de Onzonilla entre 1842 y 2021 |
| |
| Población de derecho según los censos de población del INE Población de hecho según los censos de población del INE Entre el censo de 1857 y el anterior disminuye el término del municipio porque independiza a Vega de Infanzones |

### Población por núcleos
Desglose de población según el Padrón Continuo por Unidad Poblacional del INE.
| Núcleos                    | Habitantes (2016) | Varones | Mujeres |
| -------------------------- | ----------------- | ------- | ------- |
| Antimio de Abajo           | 54                | 34      | 20      |
| Onzonilla                  | 411               | 225     | 186     |
| Sotico                     | 13                | 7       | 6       |
| Torneros del Bernesga      | 259               | 129     | 130     |
| Vilecha                    | 929               | 473     | 456     |
| Viloria de la Jurisdicción | 124               | 60      | 64      |

## Administración
| Periodo   | Nombre                                                        | Partido         |
| --------- | ------------------------------------------------------------- | --------------- |
| 1979-1983 | Carlos de Paz                                                 | Independiente   |
| 1983-1987 | Amador Fernández Lorenzana                                    | Independiente   |
| 1987-1991 | Alberto Cabero (Victorino González González 1990-1991)        | AP CDS          |
| 1991-1995 | Victorino González González                                   | CDS             |
| 1995-1999 | Victorino González González                                   | PP              |
| 1999-2003 | Victorino González González                                   | PP              |
| 2003-2007 | Belisario Fernández Soto (José Luis Suárez Sanzo 2005-2006)   | Los Verdes PSOE |
| 2007-2011 | Victorino González González (Miguel García Canseco 2009-2011) | PP              |
| 2011-2015 | Álvaro del Árbol Casado                                       | PP              |
| 2015-2019 | Álvaro del Árbol Casado                                       | PP              |
| 2019-2023 | Diego Lorenzana Rodríguez                                     | PP              |
| 2023-act. | Diego Lorenzana Rodríguez                                     | PP              |

| Partido político                         | 2023  | 2023       | 2023 |
| Partido político                         | %     | Concejales |      |
| Partido Popular (PP)                     | 66,76 | 6          |      |
| Partido Socialista Obrero Español (PSOE) | 19,86 | 2          |      |
| Unión del Pueblo Leonés (UPL)            | 11,61 | 1          |      |
| Otros                                    | 1,77  | 0          |      |

### Evolución de la deuda viva
El concepto de deuda viva contempla solo las deudas con cajas y bancos relativas a créditos financieros, valores de renta fija y préstamos o créditos transferidos a terceros, excluyéndose, por tanto, la deuda comercial.
| Gráfica de evolución de la deuda viva del ayuntamiento entre 2008 y 2014                             |
| |
| Deuda viva del ayuntamiento en miles de Euros según datos del Ministerio de Hacienda y Ad. Públicas. |

La deuda viva municipal por habitante en 2014 ascendía a 0 €.

## Deporte
Equipos más representativos de Onzonilla
| Equipo                   | Deporte | Categorías                                                   | Estadio               | Creación |
| ------------------------ | ------- | ------------------------------------------------------------ | --------------------- | -------- |
| Club Deportivo Onzonilla | Fútbol  | Aficionado, Cadete, Infantil, Alevín, Benjamín y Prebenjamín | Polideportivo La Vega | 1992     |